# ダイメイゴッツ
ダイメイゴッツは、日本のアングロアラブ系種の競走馬、種牡馬。主な勝ち鞍に1993年の楠賞全日本アラブ優駿、門松賞アラブ4歳王冠。

## 来歴
- 特記事項なき場合、本節の出典はJBISサーチ[3]

1992年7月14日、荒尾競馬場での混合3歳戦でデビューし、1着。2戦目と3戦目を連続2着ののち、1993年初戦の門松賞アラブ4歳王冠で重賞初制覇。続く5戦も全勝して6連勝で園田競馬場の楠賞全日本アラブ優駿へと駒を進める。レースでは8番人気だったが、2着ハッタバトルに6馬身差をつけて逃げ切り勝ちを収めた。九州地区所属馬はレベルが低いと見なされており、全国区レベルのレースで九州地区所属馬が優勝するのは、これが初めてのことであった。その後は荒尾に戻って11月に一戦して勝利、1994年4月に一戦して3着ののち、1995年2月1日に登録を抹消。
引退後は種牡馬となり、6年間の供用で39頭の産駒を送り出した。供用終了後の動向は不明。

## 主な産駒
- ユートエクセラン（1996年産 1999年荒尾記念2着）

## 競走成績
以下の内容は、JBISサーチに基づく。
| 年月日     | 競馬場 | 競走名               | 格 | 距離（馬場）  | 頭数 | 枠番 | 馬番 | （人気） | 着順 | タイム  | 着差 | 騎手     | 斤量 [kg] | 勝ち馬/（2着馬）     |
| ---------- | ------ | -------------------- | -- | ------------- | ---- | ---- | ---- | -------- | ---- | ------- | ---- | -------- | --------- | -------------------- |
| 1992.07.14 | 荒尾   | 混合3歳              |    | ダ950m（不）  | 8    | 4    | 4    | （3人）  | 1着  | 1:01.0  | -0.5 | 牧野孝光 | 55        | （サンセイトライ）   |
| 0000.11.08 | 荒尾   | 肥後椿賞             |    | ダ1400m（良） | 8    | 4    | 4    | （2人）  | 2着  | 01:35.7 | -0.7 | 牧野孝光 | 55        | マルイワキング       |
| 0000.11.29 | 荒尾   | 肥後椿賞             |    | ダ1400m（良） | 9    | 3    | 3    | （1人）  | 2着  | 1:33.7  | -0.5 | 牧野孝光 | 55        | シントロマン         |
| 1993.01.03 | 荒尾   | 門松賞アラブ4歳王冠  |    | ダ1500m（稍） | 9    | 8    | 9    | （2人）  | 1着  | 1:38.7  | -1.7 | 牧野孝光 | 56        | （ミハラスチール）   |
| 0000.02.01 | 荒尾   | アラ系一般           | C  | ダ1400m（良） | 8    | 7    | 7    | （1人）  | 1着  | 1:34.6  | -1.5 | 牧野孝光 | 56        | （コノハナ）         |
| 0000.02.21 | 荒尾   | アラ系4歳特別        |    | ダ1500m（不） | 9    | 8    | 8    | （1人）  | 1着  | 1:41.4  | -0.9 | 牧野孝光 | 57        | （スーパーエル）     |
| 0000.03.07 | 荒尾   | アラ系一般           | C  | ダ1400m（重） | 8    | 2    | 2    | （1人）  | 1着  | 1:32.6  | -0.6 | 牧野孝光 | 56        | （グリンピース）     |
| 0000.03.30 | 荒尾   | アラ系一般           | C  | ダ1400m（良） | 8    | 8    | 8    | （1人）  | 1着  | 1:32.1  | -1.9 | 牧野孝光 | 56        | （ユキフォード）     |
| 0000.04.20 | 荒尾   | アラ系一般           | C  | ダ1400m（良） | 7    | 1    | 1    | （1人）  | 1着  | 1:31.1  | -2.7 | 牧野孝光 | 56        | （ミスアヤ）         |
| 0000.05.19 | 園田   | 楠賞全日本アラブ優駿 |    | ダ2300m（不） | 12   | 8    | 12   | （8人）  | 1着  | 2:35.6  | -1.1 | 牧野孝光 | 55        | （ハッタバトル）     |
| 0000.11.14 | 荒尾   | 有明賞               | A  | ダ1900m（良） | 9    | 4    | 4    | （1人）  | 1着  | 2:11.2  | -1.3 | 牧野孝光 | 55        | （タツノハリケーン） |
| 199404.17  | 荒尾   | 有明賞               | A  | ダ1500m（良） | 8    | 1    | 1    | （1人）  | 3着  | 1:41.1  | -0.4 | 牧野孝光 | 55        | シボレーシャーク     |

## 血統表
| ダイメイゴッツの血統系統名、アラブ血量25.48％ | ダイメイゴッツの血統系統名、アラブ血量25.48％ | ダイメイゴッツの血統系統名、アラブ血量25.48％ | （血統表の出典）    | （血統表の出典）  |
| 父系                                          | ニジンスキー系                                | ニジンスキー系                                | ニジンスキー系      | [ § 2 ]           |
| 父 アア キタサンブルー 1984年 鹿毛            | 父の父マルゼンスキー 1974年 鹿毛              | Nijinsky II                                   | Northern Dancer     | Northern Dancer   |
| 父 アア キタサンブルー 1984年 鹿毛            | 父の父マルゼンスキー 1974年 鹿毛              | Nijinsky II                                   | Flaming Page        |                   |
| 父 アア キタサンブルー 1984年 鹿毛            | 父の父マルゼンスキー 1974年 鹿毛              | シル                                          | Buckpasser          | Buckpasser        |
| 父 アア キタサンブルー 1984年 鹿毛            | 父の父マルゼンスキー 1974年 鹿毛              | シル                                          | Quill               |                   |
| 父 アア キタサンブルー 1984年 鹿毛            | 父の母アア インターシユウホウ 1973年 栗毛     | インターナシヨナル                            | Rising Flame        | Rising Flame      |
| 父 アア キタサンブルー 1984年 鹿毛            | 父の母アア インターシユウホウ 1973年 栗毛     | インターナシヨナル                            | テツノヒビキ        |                   |
| 父 アア キタサンブルー 1984年 鹿毛            | 父の母アア インターシユウホウ 1973年 栗毛     | アラ シユウホウ                               | アラ 久艶           | アラ 久艶         |
| 父 アア キタサンブルー 1984年 鹿毛            | 父の母アア インターシユウホウ 1973年 栗毛     | アラ シユウホウ                               | アラ 有汎           |                   |
| 母 アア ミノリクイン 1970年 鹿毛              | 母の父アア ホースニユース 1950年 鹿毛         | アア アブラール                               | アラ Salteador II   | アラ Salteador II |
| 母 アア ミノリクイン 1970年 鹿毛              | 母の父アア ホースニユース 1950年 鹿毛         | アア アブラール                               | アラ Hermione       |                   |
| 母 アア ミノリクイン 1970年 鹿毛              | 母の父アア ホースニユース 1950年 鹿毛         | ユリカ                                        | セフト              | セフト            |
| 母 アア ミノリクイン 1970年 鹿毛              | 母の父アア ホースニユース 1950年 鹿毛         | ユリカ                                        | アトランタ          |                   |
| 母 アア ミノリクイン 1970年 鹿毛              | 母の母アア ミヤトホマレ 1960年 黒鹿毛         | アア トモスベビー                             | トシシロ            | トシシロ          |
| 母 アア ミノリクイン 1970年 鹿毛              | 母の母アア ミヤトホマレ 1960年 黒鹿毛         | アア トモスベビー                             | アア スルガ         |                   |
| 母 アア ミノリクイン 1970年 鹿毛              | 母の母アア ミヤトホマレ 1960年 黒鹿毛         | アア ミヤトオー                               | シマタカ            | シマタカ          |
| 母 アア ミノリクイン 1970年 鹿毛              | 母の母アア ミヤトホマレ 1960年 黒鹿毛         | アア ミヤトオー                               | アア ニグリスカツプ |                   |
| 母系(F-No.)                                   | (FN:3-l)                                      | (FN:3-l)                                      | (FN:3-l)            | [ § 3 ]           |
| 5代内の近親交配                               | アウトブリード                                | アウトブリード                                | アウトブリード      | [ § 4 ]           |
| 出典                                          | 1. 2. 3. 4.                                   | 1. 2. 3. 4.                                   | 1. 2. 3. 4.         | 1. 2. 3. 4.       |